# Sérgio Mendes
Sérgio Santos Mendes, född 11 februari 1941 i Niterói i delstaten Rio de Janeiro, död 5 september 2024 i Los Angeles, Kalifornien, var en brasiliansk pianist, kompositör och arrangör. Mendes fick en världshit 1966 med sin version av Mas Que Nada med Sergio Mendes and Brasil '66. 
Sérgio Mendes fick sin utbildning till klassisk pianist vid konservatoriet i Niterói. Han intresserade sig tidigt för jazz. I början av 1960-talet blev han ledare för gruppen Sexteto Bossa Rio. 1963 uppträdde han på jazz-festivaler i Frankrike och Italien. Hans musik har varit mest populär i Brasilien, USA, Europa och Japan.
2006 gjorde Black Eyed Peas en version av Mendes Mas Que Nada tillsammans med Mendes.

## Död
Mendes avled i Los Angeles den 5 september 2024, vid 83 års ålder. Dödsorsaken var postcovid.